# Gellerup Skov
Gellerup Skov (ofte stavet ”Gjellerup Skov”) er en nyanlagt skov i Aarhus Vest, i den sydlige del af boligkvarteret Gellerup, men adskilt fra det af den stærkt befærdede Silkeborgvej. Skoven dækker 22 hektar og blev plantet som rekreativt område af Aarhus Kommune i 1989. Indtil da blev jorden dyrket med landbrugsafgrøder.

## Naturen
Som nævnt ligger skoven på lermuldet landbrugsjord. Set fra et forstmæssigt synspunkt har den haft en tilfredsstillende udvikling, hvorfor den har været planmæssigt udtyndet over flere gange. Det er ege, der kommer til at være den karakteristiske træart i skoven. Man har valgt en retstammet, hollandsk frøkilde, som viser gode tegn.
Ud over eg rummer skoven en række andre løvtræer og en lang række buske. De fungerer som et skærmende bryn både langs skovens yderkanter: Viby Ringvej, Silkeborgvej, Louisevej og terrænet langs den østjyske længdebane. Tilsvarende skaber de bundlæ langs den nord-sydgående slette, som sikrer en flot udsigt over Aarhus ådal og Brabrandsøen.
Som det er normalt i skove skabt på tidligere landbrugsjord, mangler den typiske skovbundsflora i Gellerup Skov. Da der ikke findes spredningskorridorer fra gamle skov, forventes det at ville trække længe ud med indvandring af disse planter, men gederams vokser dog enkelte steder. Derimod er der en rigt blomstrende urteflora langs yderkanten af vejnettet og på sletten.

## Andre attraktioner
Overalt findes der gangstier og bænke, og der er legepladser flere steder i skoven. Legeredskaberne er placeret enkeltvist langs med en ca. 2 km lang motions- og vandrerute der er anlagt rundt i området . Ved sletten findes et shelter med en bålplads.
Inden for gangafstand mod vest findes det gamle skovstykke, Gellerup Krat, hvor man finder en veludviklet løvskov med gamle ege, aske og bøge. Her har man også mulighed for at opleve den typiske skovbundsflora blomstre i april-maj.

## Adgangsforhold
Gellerup Skov har to diagonale adgangsveje, og der er p-pladser i både det sydøstlige hjørne, nær Ringvejen, og længst mod nordvest.